# Transports en commun de Fontenay-le-Comte
Les transports en commun de Fontenay-le-Comte, exploités sous la marque Fontélys, sont le réseau de transport en commun de la ville de Fontenay-le-Comte en Vendée.
Le réseau est créé en 1996 sous son nom initial TVF, acronyme de Transport de la ville de Fontenay. Il est exploité depuis ses débuts par l'entreprise Sovetours et compte deux lignes depuis 2017.

## Histoire

### Le réseau TVF
Le réseau TVF (Transport de la ville de Fontenay) est créé le 15 juin 1996 à titre expérimental avec deux lignes A et B pour une durée de six mois puis est pérennisé à partir du 15 décembre 1996,. L'exploitant Sovetours est reconduit à l'issue de l'expérimentation pour une durée de six ans.
Les lignes :
- A : Porteau - Centre-ville - Libération
- B : Charzais - Centre-ville - Chamiraud

En mars 1999, une ligne C est testée jusqu'à la fin de l'année sur le trajet Gros-Noyer - Croix-Bonnelle.
En 2002, le contrat avec Sovetours est renouvelé pour six ans supplémentaires. En 2003, le parc est renouvelé avec des minibus accessibles aux personnes à mobilité réduite.
En 2006 le réseau aussi nommé « Ami bus », qui fête ses dix ans, est constitué de trois lignes (A, B et C) :
- A : ligne fonctionnant sur un axe nord-sud Espierre - Libération
- B : ligne fonctionnant sur un axe est-ouest Pôle Santé - Centre commercial
- C : ligne formant une boucle entre le centre et les hameaux du sud-ouest de la ville.

En 2008, Sovetours est reconduit pour un nouveau contrat jusqu'en 2011.
Le 29 août 2011, le réseau est réorganisé autour de quatre lignes au lieu de deux,, :
- Circuit orange : Gare routière - Trois-Canons ;
- Circuit rose : Gare routière - Le Porteau ;
- Circuit vert : Gare routière - Les Champs-Marots + desserte sur réservation pour Boisse ;
- Circuit bleu : Gare routière - Les Moulins-Liot + desserte sur réservation pour Charzais, Ardennes et Granges.

La desserte est assurée par deux bus assurant successivement les différentes boucles, avec parfois un changement de bus nécessaire. Le contrat d'exploitation est renouvelé pour la période 2011-2016 au sortant Sovetours, puis prolongé de six mois jusqu'en juin 2017.
En décembre 2016, le conseil municipal fait le constat de l'échec du réseau mis en place en 2011 avec une fréquentation qui a chuté de 50 %, des bus circulant à vide et une signalétique aux arrêts en mauvais état.

### Le réseau Fontélys
Le 1er avril 2017, le réseau TVF change de nom au profit de Fontélys et est restructuré autour de deux lignes diamétrales (1 et 2) assurant un départ par heure, au lieu de quatre lignes en étoile au départ de la gare routière ; cette nouvelle organisation est un retour aux principes d'avant 2011. La société Sovetours est toujours l'exploitant du réseau. Cette nouvelle offre est présentée par la ville comme plus efficace et réduisant le nombre de circulations à vide des bus.
Ce nouveau réseau est un succès avec une hausse de la fréquentation de 48 % au bout de deux ans de service, grâce à l'offre simplifiée et aux itinéraires plus rapides ; cela se traduit par le test d'un Isuzu Novociti Life plus capacitaire, le parc existant s'avérant trop petit.
Le réseau devient gratuit le 25 juillet 2020.
Le 1er juillet 2021, la communauté de communes Pays-de-Fontenay-Vendée devient la nouvelle autorité organisatrice de la mobilité en application de la loi d'orientation des mobilités.

## Lignes du réseau
Le réseau est constitué depuis le 1er avril 2017 de deux lignes fonctionnant du lundi au samedi, hors jours fériés, le détail est à retrouver sur le site de l'exploitant. Les horaires sont faits de façon à assurer la correspondance entre les deux lignes sur la place François-Viète. Un total de 42 arrêts est desservi, dont six communs aux deux lignes.

### Lignes régulières
Le réseau est constitué depuis le 1er avril 2017 de deux lignes fonctionnant du lundi au samedi, hors jours fériés, le détail est à retrouver sur le site de l'exploitant. Les horaires sont faits de façon à assurer la correspondance entre les deux lignes sur la place François-Viète. Un total de 42 arrêts est desservi, dont six commun aux deux lignes.
| Ligne | Parcours                                          | Matériel roulant | Exploitant |
| ----- | ------------------------------------------------- | ---------------- | ---------- |
| 1     | Centre Commercial / Les Moulins Liot ↔ Pôle Santé | Midibus, minibus | Sovetours  |
| 2     | Espierre ↔ Libération                             | Minibus          | Sovetours  |

La ligne 2 assure aux heures de début et de fin des cours un détour pour desservir le collège André-Tiraqueau.

## Fréquentation
La fréquentation du réseau augmente chaque année, sauf entre 2011 et 2017,, :
- 71 000 voyages en 2003 ;
- 79 000 voyages en 2004 ;
- 84 000 voyages en 2005 ;
- 93 000 voyages en 2022.

## Matériel roulant

### Matériel roulant actuel
Le réseau est exploité en 2025 avec quatre véhicules :
- Un midibus Anadolu Isuzu Citibus mis en service en 2024[17] ;
- Un midibus Anadolu Isuzu NovoCiti Life de 53 places mis en service en janvier 2020 sur la ligne 1 puis réaffecté à la ligne 2 en 2023[18],[16] ;
- Un midibus Iveco Bus Urbanway 10 CNG de 84 places fonctionnant au bioGNV mis en service en mars 2023 sur la ligne 1[16] ;
- Un Mercedes-Benz Sprinter City 77 de 40 places utilisé comme bus de réserve[16],[19].

### Ancien matériel roulant
Le réseau a possédé par le passé un autre Sprinter City 77, un Isuzu NovoCiti Life essayé en 2019, un Vehixel Cytios 4/34, un Vehixel Cytios 30 et un Heuliez GX 117,,. Le parc initial était constitué d'un minibus Renault Master I carrossé par Gruau (ligne A) et d'un Gruau MG 36 (ligne B).

### Dépôt
Le réseau est exploité depuis le dépôt Sovetours situé allée des Treize femmes à l'est de Fontenay-le-Comte (46° 27′ 32″ N, 0° 46′ 31″ O).

## Tarification et financement
À son lancement, le ticket coûtait 5 francs.
En août 2011, le ticket à l'unité passe de 0,90 € à 1 €, tarif qui était en vigueur depuis 2007. Le réseau devient gratuit le 25 juillet 2020.
La billetterie rapportait 20 000 €, ce qui était loin de couvrir les 283 000 € de dépenses de fonctionnement annuel.